# Liste des autoroutes et routes nationales de la Grèce

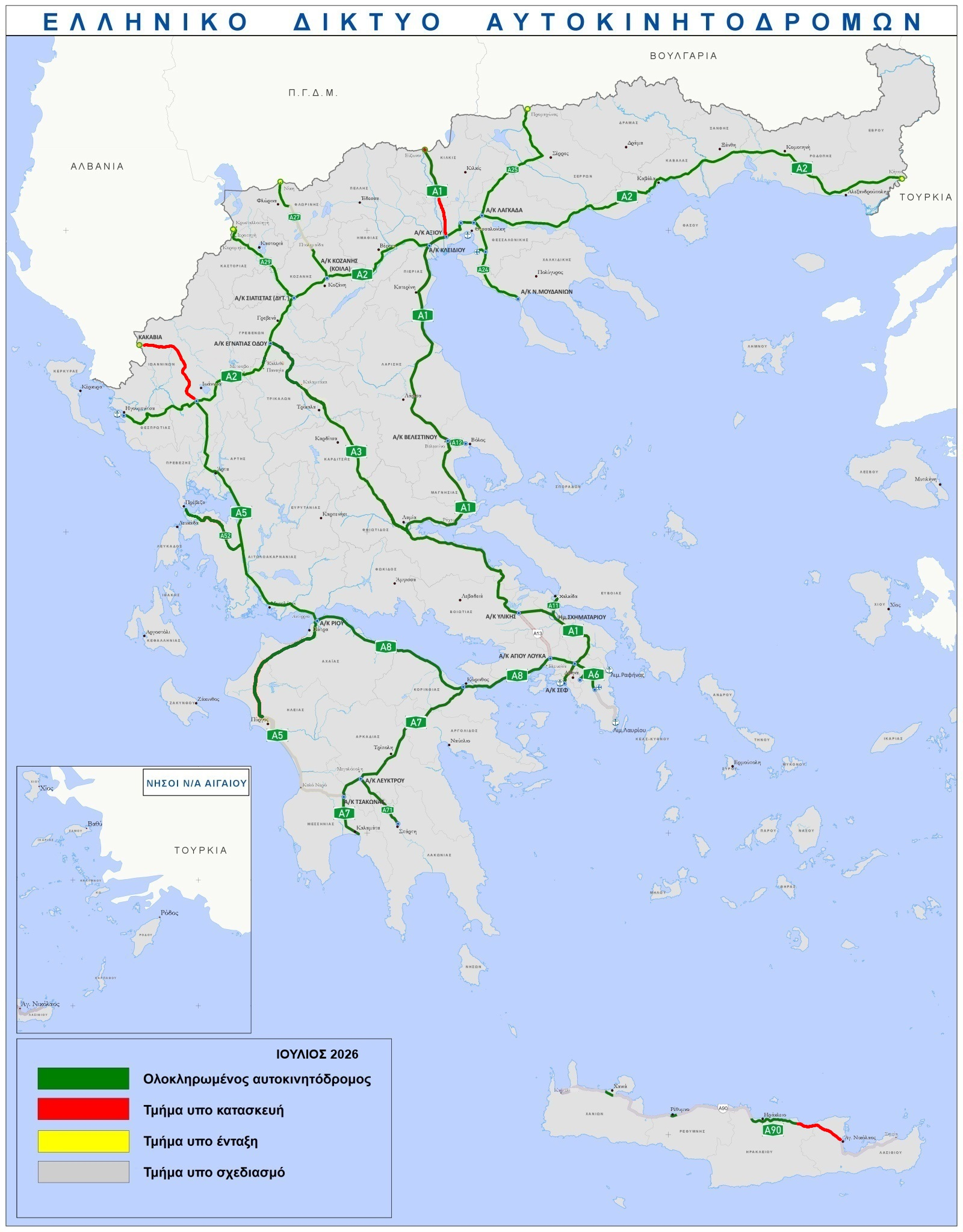
Numérotation du réseau autoroutier grec et état d'achèvement - avril 2024. L'image montre également l'autoroute non officielle Aktio-Ionia Odos.

Les routes principales de Grèce sont considérées comme des axes routiers ayant une valeur significative pour le transport routier au niveau national. Il existe six catégories de ces routes : les autoroutes (abrégées en « Α/Δ ») et les routes nationales (abrégées en « ΕΟ »), ainsi que les routes régionales, européennes et provinciales, tandis que les routes du mont Athos sont appelées routes automobiles. Il existe également une septième catégorie de routes, les routes municipales locales, qui desservent les villages et les agglomérations entre eux, sont anonymes et non numérotées et ne seront pas mentionnées pour des raisons évidentes. Les routes ci-dessus sont à leur tour divisées en trois catégories distinctes en termes de spécifications de construction : les autoroutes (remarque : une route avec des spécifications d'autoroute ne doit pas être confondue avec une route officiellement désignée comme autoroute par le ministère des Transports, car une route peut être officiellement considérée comme une « autoroute », mais ne pas avoir de caractéristiques autoroutières - voir ci-dessous.), les autoroutes et le reste du réseau routier central,,.
Les autoroutes respectent généralement des normes de construction de qualité plus élevées que les autres routes. Par exemple, une autoroute typique est composée de six ou quatre voies (trois ou deux voies de circulation respectivement et une voie d'urgence/bande d'arrêt d'urgence dans chaque direction), d'une circulation séparée avec une bande médiane au centre et d'un accès limité (l'entrée et la sortie des véhicules ne sont possibles que par des intersections/jonctions spécialement conçues et séparées par des niveaux, tandis que l'entrée des piétons est interdite).
En revanche, l'autoroute typique possède un parapet, mais peut ne pas avoir d'autoroute et croise le reste du réseau routier au niveau du sol, tandis que le reste du réseau est constitué de routes à deux voies (une dans chaque direction) avec ou sans autoroute. et sans restrictions d'accès qui n'excluent pas non plus le franchissement à niveau. Les autoroutes et autres réseaux routiers peuvent se croiser à niveau, avec ou sans feux de circulation ou avec des ronds-points, mais parfois des intersections à niveaux séparés sont également construites dans ces catégories.
En ce qui concerne les différences d'exploitation et d'entretien entre les types de routes, les autoroutes sont souvent entretenues, selon un calendrier strict et à titre préventif, par les sociétés privées auxquelles leur exploitation a été confiée. En revanche, le ministère des Infrastructures et des Transports ou les régions individuelles (anciennes préfectures) ou municipalités traversées par la route sont directement responsables du bon état des routes restantes, tandis que la Sainte Communauté a pris en charge la supervision du réseau routier du Mont Athos.

## Limites de vitesse

Limitations de vitesse sur les routes grecques

Les limites de vitesse supérieures sur les routes grecques sont généralement (sauf indication contraire) :
- 130 km/h sur autoroute (comme établi par le nouveau HRT de mars 2007, auparavant elle était de 120 km/h).
- 110 km/h sur les voies rapides.
- 90 km/h sur les autres routes hors villes.
- 50 km/h en ville, sauf si la signalisation locale prévoit une autre limite. Surtout sur les grandes autoroutes urbaines, ce taux peut être assez élevé. De même et vice versa ; dans certains villages, la limite peut être inférieure à 50 km/h, tandis qu'à proximité des écoles, elle est de 30 km/h.

## Autoroutes

Signalisation d'une autoroute en Grèce

Le réseau autoroutier grec est un ensemble de voies de circulations pour véhicules rapides en Grèce ; ce réseau d'autoroutes participe aux réseaux autoroutiers européens, à travers la continuité de certains itinéraires grecs en Turquie, en Macédoine du Nord, en Bulgarie et en Albanie.

### Autoroutes principales

#### Athènes-Thessalonique-Evzoni
- Longueur : 550 km
- Parcours : de Athènes à Évzoni
- Villes à proximité de l'A1 : Athènes, Thèbes, Lamía, Vólos, Lárisa, Thessalonique et Évzoni pour finir à la  frontière macédonienne
- Elle traverse 4 périphéries de l'A1 : Attique, Grèce-Centrale, Thessalie et Macédoine-Centrale

#### Egnatía Odós
- Longueur : 670 km
- Parcours : de Igoumenítsa à Kípi
- Villes à proximité de l'A2 : Igoumenítsa, Ioánnina, Grevená, Kozáni, Thessalonique, Kavála, Xánthi, Komotiní et Kípi pour finir à la  frontière turque
- Elle traverse 4 périphéries de l'A2 : Épire, Macédoine-Occidentale, Macédoine-Centrale et Macédoine-Orientale-et-Thrace

#### Grèce-Centrale
- Longueur : 175 km dont 136 km réalisé
- Parcours : de Lamía à Kalambáka
- Villes à proximité de l'A3 : Lamía, Kardítsa, Tríkala, Kalambáka et Grevená
- Elle traverse 3 périphéries de l'A3 : Grèce-Centrale, Thessalie et Macédoine-Occidentale

#### Autoroute A4(voie express)
- Longueur : 63 km dont 45 km réalisé
- Parcours : de Tríkala à Larissa
- Villes à proximité de l'A4 : Tríkala, Farkadóna et Larissa
- Elle traverse 1 périphérie de l'A4 : Thessalie

#### Iónia Odós
- Longueur : 364 km dont 196 km réalisé
- Parcours : de Ioánnina à Pyrgos
- Villes à proximité de l'A5 : Ioánnina, Árta, Missolonghi, Antirion, Río et Patras
- Elle traverse 3 périphéries de l'A5 : Épire, Grèce-Occidentale et Péloponnèse

#### Attikí Odós
- Longueur : 48 km
- Parcours : de Athènes à Éleusis
- Villes à proximité de l'A6 : Aéroport international d'Athènes Elefthérios-Venizélos et Éleusis
- Elle traverse 1 périphérie de l'A6 : Attique

#### Moréas
- Longueur : 149 km
- Parcours : de Corinthe à Kalamáta
- Villes à proximité de l'A7: Corinthe, Trípoli et Kalamáta
- Elle traverse 1 périphérie de l'A7 : Péloponnèse

#### Olympía Odós
- Longueur : 215 km
- Parcours : de Éleusis à Patras
- Villes à proximité de l'A8 : Éleusis, Corinthe, Río et Patras
- Elle traverse 3 périphéries de l'A8 : Attique, Péloponnèse et Grèce-Occidentale

#### BOAK
- Longueur : 192 km dont 51 km réalisé
- Parcours : de Chania à Ágios Nikólaos
- Villes à proximité de l'A90 : Chania, Réthymnon, Héraklion et Goúves
- Elle traverse 1 périphérie de l'A90 : Crète

### Autoroutes secondaires
Parmi les autres autoroutes, celles à deux chiffres sont des embranchements des autoroutes principales, et celles à trois chiffres sont les embranchements des autoroutes secondaires.

#### Autoroute A11
- Longueur : 26 km dont 11 km réalisé
- Parcours : de Schimatári à Chalcis
- Villes à proximité de l'A11 : Schimatári, Vathý et Chalcis
- Elle traverse 1 périphérie de l'A11 : Grèce-Centrale

#### Autoroute A12
- Longueur : 23 km en cours de planification
- Parcours : de Velestíno à Vólos
- Villes à proximité de l'A12 : Velestíno et Vólos
- Elle traverse 1 périphérie de l'A12 : Thessalie

#### Autoroute A13
- Longueur : En cours de planification
- Parcours : de Thèbes à Éleusis
- Villes à proximité de l'A13 : Thèbes et Éleusis
- Elle traverse 2 périphéries de l'A13 : Grèce-Centrale et Attique

#### Autoroute A15
- Longueur : En cours de planification
- Parcours : de Œnophyta à Éleusis
- Villes à proximité de l'A15 : Œnophyta et Éleusis
- Elle traverse 2 périphéries de l'A15 : Grèce-Centrale et Attique

#### Autoroute A16
- Longueur : 30 km
- Parcours : de Elefthério-Kordelió à Kalamariá
- Villes à proximité de l'A16 : Elefthério-Kordelió et Kalamariá
- Elle traverse 1 périphérie de l'A16 : Macédoine-Centrale

#### Autoroute A21(voie express)
- Longueur : 124 km à l'étude
- Parcours : de Kípi à Orménio
- Villes à proximité de l'A21 : Kípi et Orménio
- Elle traverse 1 périphérie de l'A21 : Macédoine-Orientale-et-Thrace

#### Autoroute A22
- Longueur : 112 km à l'étude
- Parcours : de Kavála à Serrès
- Villes à proximité de l'A22 : Kavála et Serrès
- Elle traverse 1 périphérie de l'A22 : Macédoine-Centrale

#### Autoroute A23(voie express)
- Longueur : 23 km à l'étude
- Parcours : Rhodopes
- Villes à proximité de l'A23 : Rhodopes
- Elle traverse 1 périphérie de l'A23 : Macédoine-Orientale-et-Thrace

#### Autoroute A24
- Longueur : 95 km
- Parcours : de Efkarpía à Néa Moudaniá
- Villes à proximité de l'A24 : Efkarpía, Thessalonique, Kalamariá, Néa Kallikrátia et Néa Moudaniá
- Elle traverse 1 périphérie de l'A24 : Macédoine-Centrale

#### Autoroute A25
- Longueur : 105 km
- Parcours : de Thessalonique à Promachónas
- Villes à proximité de l'A25 : Thessalonique, Serrès et Promachónas pour finir à la  frontière bulgare
- Elle traverse 2 périphéries de l'A25 : Macédoine-Centrale et Macédoine-Orientale-et-Thrace

#### Autoroute A27
- Longueur : 79 km dont 40 km réalisé
- Parcours : de Kozáni à Níki
- Villes à proximité de l'A27 : Kozáni, Ptolemaïda, Flórina et Níki pour finir à la  frontière macédonienne
- Elle traverse 1 périphérie de l'A27 : Macédoine-Occidentale

#### Autoroute A29
- Longueur : 72 km
- Parcours : de Siátista à Krystallopigí.
- Villes à proximité de l'A29 : Siátista, Kastoriá et Krystallopigí pour finir à la  frontière albanaise
- Elle traverse 1 périphérie de l'A29 : Macédoine-Occidentale

#### Autoroute A52
- Longueur : 48 km
- Parcours : de Vónitsa à Aktio
- Villes à proximité de l'A52 : Vónitsa et Aktio
- Elle traverse 1 périphérie de l'A52 : Grèce-Occidentale

#### Autoroute A61
- Longueur : 30 km à l'étude
- Parcours : de Aéroport international d'Athènes Elefthérios-Venizélos à Lávrio
- Villes à proximité de l'A61 : Athènes et Lávrio
- Elle traverse 1 périphérie de l'A61 : Attique

#### Autoroute A62
- Longueur : 26 km dont 13 km réalisé
- Parcours : de Héliopolis à Koropí
- Villes à proximité de l'A62 : Héliopolis, Gérakas et Koropí
- Elle traverse 1 périphérie de l'A62 : Attique

#### A63Autoroute A63
- Longueur : 50 km à l'étude
- Parcours : de Agios Stefanos à Héliopolis
- Villes à proximité de l'A63 : Agios Stefanos et Héliopolis
- Elle traverse 1 périphérie de l'A63 : Attique

#### Autoroute A65
- Longueur : 10 km dont 9 km réalisé
- Parcours : de Áno Liósia à Asprópyrgos
- Villes à proximité de l'A65 : Áno Liósia et Asprópyrgos
- Elle traverse 1 périphérie de l'A65 : Attique

#### Autoroute A71
- Longueur : 45 km
- Parcours : de Léfktro à Sparte
- Villes à proximité de l'A71 : Léfktro et Sparte
- Elle traverse 1 périphérie de l'A71 : Péloponnèse

#### Autoroute A242
- Longueur : 3 km
- Parcours : de Néa Redestós à l'Aéroport de Thessalonique-Makedonía
- Villes à proximité de l'A242 : Néa Redestós et Thérmi
- Elle traverse 1 périphérie de l'A242 : Macédoine-Centrale

#### Autoroute A581
- Longueur : 5 km
- Parcours : Patras
- Villes à proximité de l'A581 : Patras
- Elle traverse 1 périphérie de l'A581 : Grèce-Occidentale

#### Autoroute A642
- Longueur : 2 km
- Parcours :  de Vrilissia à Gérakas
- Ville à proximité de l'A642 : Gérakas
- Elle traverse 1 périphérie de l'A642 : Attique

## Routes nationales

Signalisation d'une route nationale en Grèce

| Nom | Connexions villes |
| --- | --- |
|     | Athènes – Lamia – Larissa – Thessalonique – Évzoni                                                                            |
|     | Albanie <> Krystallopigí – Flórina – Édessa – Thessalonique – Kavála – Xánthi – Komotiní – Alexandroúpoli – Phères <> Turquie |
|     | Éleusis – Thèbes – Livadiá – Lamia – Pharsale – Larissa – Elassóna – Kozáni – Flórina – Níki <> Macédoine du Nord             |
|     | Kozáni – Véria – Chalkidóna                                                                                                   |
|     | Antirion – Agrínio – Amphilochie – Árta – Ioánnina                                                                            |
|     | Igoumenítsa – Ioánnina – Métsovo – Tríkala – Larissa – Vólos                                                                  |
|     | Corinthe – Árgos – Tripoli – Mégalopolis – Kalamáta                                                                           |
|     | Athènes – Corinthe – Aigion – Patras                                                                                          |
|     | Patras – Pýrgos – Methóni |
|     | Thessalonique – Serrès – Dráma – Kavála                                                                                       |
|     | Elassóna – Kateríni |
|     | Dráma – Xánthi |
|     | Kalambáka – Grevená – Neápoli – Kastoriá                                                                                      |
|     | Thessalonique – Arnéa – Ierissós                                                                                              |
|     | Kastoriá |
|     | Préveza – Filiátes |
|     | Ioánnina – Kónitsa – Neápoli – Kozáni                                                                                         |
|     | Préveza – Filippiáda |
|     | Albanie <> Kakaviá – Kalpáki                                                                                                  |
|     | Corfou – Lefkímmi |
|     | Corfou – Paleokastrítsa |
|     | Corfou – Achilleio |
|     | Elassóna – Deskáti – Karperó                                                                                                  |
|     | Ámfissa – Lamia |
|     | Itéa – Desfína – Stíri |
|     | Árta – Tríkala – Kardítsa – Pharsale – Vólos                                                                                  |
|     | Aigion – Kalávryta |
|     | Patras – Agía Triáda – Tripótama – Vlachérna                                                                                  |
|     | Vólos – Argalastí – Plataniás                                                                                                 |
|     | Zante – Kéri (el) |
|     | Mytilène – Kalloní – Méthymne                                                                                                 |
|     | Thérmo – Agrínio – Karpenísi – Lamia                                                                                          |
|     | Tripoli – Sparte – Gýthio |
|     | Vasilikí (en) – Leucade – Vónitsa – Amphilochie                                                                               |
|     | Thèbes – Chalcis – Carystos                                                                                                   |
|     | Antirion – Naupacte – Galaxídi – Livadiá                                                                                      |
|     | Argostóli – Sámi |
|     | Phères – Didymotique – Orestiáda – Orménio <> Bulgarie                                                                        |
|     | Alexandroúpoli – Esými – Metaxádes – Orménio                                                                                  |
|     | Xánthi – Kotýli <> Bulgarie                                                                                                   |
|     | Athènes – Le Pirée |
|     | Dráma – Exochí (el) <> Bulgarie                                                                                               |
|     | Néa Zíchni – Amphipolis |
|     | Karlóvasi – Sámos |
|     | Serrès – Sidirókastro – Promachónas <> Bulgarie                                                                               |
|     | Thessalonique – Kilkís |
|     | Nemée – Levídi |
|     | Thasos |
|     | Corinthe – Paleá Epídavros – Nauplie – Árgos                                                                                  |
|     | Kratígos – Mytilène – Loutrópoli Thermís                                                                                      |
|     | Pýrgos – Olympie – Tripoli |
|     | Kardámyla – Vrontádos (en) – Kallimasiá (en)                                                                                  |
|     | Kréstena (en) – Andrítsena – Mégalopolis                                                                                      |
|     | Chalcis – Mantoúdi – Istiaía – Edipsós                                                                                        |
|     | Malakása – Skála Oropoú |
|     | Afídnes – Kálamos |
|     | Pýlos – Kalamáta – Sparte |
|     | Ánixi – Marathon – Rafína |
|     | Rafína – Lávrio |
|     | Krokeés – Monemvasia |
|     | Pallíni – Spáta |
|     | Markópoulo Mesogéas – Lávrio                                                                                                  |
|     | Kíssamos – La Canée – Réthymnon – Héraklion – Ágios Nikólaos – Sitía                                                          |
|     | Vouliagméni – Cap Sounion |
|     | Chersonissos – Kastélli – Arkalochóri                                                                                         |
|     | Rhodes – Lindos |
|     | Héraklion – Agía Galíni |
|     | Héraklion – Ágies Paraskiés – Arkalochóri                                                                                     |
|     | Périphérique intérieur de Thessalonique : Ambelókipi-Meneméni – Kordelió-Évosmos – Pávlos Melás – Efkarpía                    |